# مرد تاریکی (فیلم)
مرد تاریکی (انگلیسی: The Dark Man) فیلمی در ژانر جنایی است که در سال ۱۹۵۱ منتشر شد.